# Directo hasta arriba
Directo Hasta Arriba es el nombre del primer álbum de estudio del rapero mexicano Dharius. El álbum fue lanzado el 9 de diciembre de 2014 por SonyBMG. Este trabajo es el primer álbum como solista del rapero después de haber sacado 4 discos con el grupo de rap Cartel de Santa.
Este material es el lanzamiento solista de “DHA”. Cuenta con 11 temas inéditos grabados y producidos en Los Ángeles, California, por Mauricio Garza. El álbum tiene colaboraciones con artista como Psycho Realm Sick Jacken, Revel Day, Billy Kent & Alkhol.

## Lista de canciones
| N.º | Título                                             | Duración |  |
| 1.  | «Estilo Malandro»                                  | 3:33     |  |
| 2.  | «La Raja»                                          | 3:46     |  |
| 3.  | «Internacional»                                    | 3:51     |  |
| 4.  | «Homicidha» (feat. Revel Day, Billy Kent & Alkhol) | 3:46     |  |
| 5.  | «Serenata Rap»                                     | 3:27     |  |
| 6.  | «Lírika Onírica»                                   | 3:16     |  |
| 7.  | «Directo Hasta Arriba»                             | 3:13     |  |
| 8.  | «Qué Buen Fiestón»                                 | 2:49     |  |
| 9.  | «El After Porky»                                   | 3:44     |  |
| 10. | «La Vidha Loca» (feat. Psycho Realm Sick Jacken)   | 3:22     |  |
| 11. | «Por Allá Los Washo»                               | 4:10     |  |